# Labeo rosae
Labeo rosae és una espècie de peix cipriniforme de la família dels ciprínids.

## Morfologia
Els mascles poden assolir els 40 cm de longitud total i els 3.025 g de pes.

## Distribució geogràfica
Es troba al riu Limpopo.